# Německo na Letních olympijských hrách 2020
Pro Německo byly Letní olympijské hry 2020 v Tokiu osmými letními olympijskými hrami od znovusjednocení v roce 1990. Německo soutěžilo ve všech sportech kromě synchronizovaného plavání, baseballu, sedmičkového ragby, softballu a vodního póla. Celkem vyslalo 425 sportovců, kteří soutěžili ve 32 sportech. Němci získali celkem 37 medailí, tedy nejméně od sjednocení. V pořadí národů to znamenalo 9. místo.
| Medaile | Jméno | Sport         | Disciplína                               | Datum zisku medaile |
| ------- | --- | ------------- | ---------------------------------------- | ------------------- |
| Zlato   | Ricarda Funková | Kanoistika    | vodní slalom (K-1) - ženy                | 27. července        |
| Zlato   | Dorothee Schneiderová Isabell Werthová Jessica von Bredow-Werndlová | Jezdectví     | drezúra - družstva                       | 27. července        |
| Zlato   | Jessica von Bredow-Werndlová | Jezdectví     | drezúra - jednotlivci                    | 28. července        |
| Zlato   | Alexander Zverev | Tenis         | dvouhra mužů                             | 1. srpna            |
| Zlato   | Aline Rotter-Fockenová | Zápas         | volný styl do 76 kg - ženy               | 2. srpna            |
| Zlato   | Julia Krajewski | Jezdectví     | jezdecká všestrannost - jednotlivci      | 2. srpna            |
| Zlato   | Malaika Mihambo | Atletika      | skok daleký - ženy                       | 3. srpna            |
| Zlato   | Franziska Braußeová Lisa Brennauerová Lisa Kleinová Mieke Krögerová | Cyklistika    | stíhací závod družstev - ženy            | 3. srpna            |
| Zlato   | Florian Wellbrock | Plavání       | 10 kilometrů na otevřené vodě - muži     | 5. srpna            |
| Zlato   | Max Lemke Tom Liebscher Ronald Rauhe Max Rendschmidt | Kanoistika    | K-4 500 metrů - muži                     | 7. srpna            |
| Stříbro | Eduard Trippel | Judo          | do 90 kg - muži                          | 28. července        |
| Stříbro | Isabell Werthová | Jezdectví     | drezúra - jednotlivci                    | 28. července        |
| Stříbro | Jason Osborne Jonathan Rommelmann | Veslování     | dvojskif lehkých vah                     | 29. července        |
| Stříbro | Laurits Follert Malte Jakschik Torben Johannesen Hannes Ocik Olaf Roggensack Martin Sauer Richard Schmidt Jakob Schneider Johannes Weißenfeld                                                                                            | Veslování     | osma - muži                              | 30. července        |
| Stříbro | Lea Sophie Friedrichová Emma Hinzeová | Cyklistika    | sprint družstev - ženy                   | 2. srpna            |
| Stříbro | Kristin Pudenzová | Atletika      | hod diskem - ženy                        | 2. srpna            |
| Stříbro | Susann Beuckeová Tina Lutzová | Jachting      | 49er FX - ženy                           | 3. srpna            |
| Stříbro | Lukas Dauser | Gymnastika    | bradla - muži                            | 3. srpna            |
| Stříbro | Max Hoff Jacob Schopf | Kanoistika    | K-2 1000 metrů - muži                    | 5. srpna            |
| Stříbro | Jonathan Hilbert | Atletika      | 50 kilometrů chůze - muži                | 6. srpna            |
| Stříbro | Timo Boll Patrick Franziska Dimitrij Ovtcharov | Stolní tenis  | družstva - muži                          | 6. srpna            |
| Bronz   | Lena Hentschelová Tina Punzelová | Skoky do vody | synchronizované skoky z prkna 3 m - ženy | 25. července        |
| Bronz   | Michelle Kroppenová Charline Schwarzová Lisa Unruhová | Lukostřelba   | družstva - ženy                          | 25. července        |
| Bronz   | Sideris Tasiadis | Kanoistika    | vodní slalom (C-1) - muži                | 26. července        |
| Bronz   | Sarah Köhlerová | Plavání       | 1500 metrů na volný způsob - ženy        | 28. července        |
| Bronz   | Patrick Hausding Lars Rüdiger | Skoky do vody | Synchronizované skoky z prkna 3 m - muži | 28. července        |
| Bronz   | Andrea Herzogová | Kanoistika    | vodní slalom (C-1) - ženy                | 29. července        |
| Bronz   | Anna-Maria Wagnerová | Judo          | do 78 kg - ženy                          | 29. července        |
| Bronz   | Hannes Aigner | Kanoistika    | vodní slalom (K-1) - muži                | 30. července        |
| Bronz   | Dimitrij Ovtcharov | Stolní tenis  | dvouhra mužů                             | 30. července        |
| Bronz   | Německý judistický tým - Sebastian Seidl - Igor Wandtke - Dominic Ressel - Eduard Trippel - Karl-Richard Frey - Johannes Frey - Theresa Stollová - Martyna Trajdosová - Giovanna Scoccimarrová - Anna-Maria Wagnerová - Jasmin Grabowski | Judo          | smíšené družstvo                         | 31. července        |
| Bronz   | Florian Wellbrock | Plavání       | 1500 metrů na volný způsob - muži        | 1. srpna            |
| Bronz   | Sebastian Brendel Tim Hecker | Kanoistika    | C-2 1000 metrů - muži                    | 3. srpna            |
| Bronz   | Erik Heil Thomas Plößel | Jachting      | 49er - muži                              | 3. srpna            |
| Bronz   | Paul Kohlhoff Alica Stuhlemmerová | Jachting      | nacra 17 - smíšený tým                   | 3. srpna            |
| Bronz   | Frank Stäbler | Zápas         | zápas řecko-římský do 67 kg - muži       | 4. srpna            |
| Bronz   | Denis Kudla | Zápas         | zápas řecko-římský do 87 kg - muži       | 4. srpna            |